# Smidowicz
Smidowicz – osiedle typu miejskiego w Rosji, w Żydowskim Obwodzie Autonomicznym. W 2010 roku liczyło 5120 mieszkańców.